# EPrix van Londen 2016
De ePrix van Londen 2016 werd gehouden over twee races op 2 en 3 juli 2016 op het Battersea Park Street Circuit. Het was de enige ePrix van het seizoen die twee races telde, dit waren de negende en tiende en tevens de laatste races van het tweede Formule E-seizoen.
De races werden gewonnen door Nicolas Prost, waarmee hij de eerste Formule E-coureur werd die twee races in een weekend won. Zijn Renault e.Dams-teamgenoot Sébastien Buemi werd kampioen in de laatste race door de snelste ronde te rijden, na in de eerste ronde te zijn gecrasht met titelrivaal Lucas di Grassi.

## Race 1

### Kwalificatie
Veel coureurs konden geen tijd neerzetten binnen 110% van de pole position vanwege regen, maar zij mochten wel allemaal starten omdat zij in de trainingen aantoonden snel genoeg te zijn.
| Pos                 | No | Coureur                | Team                            | Q1       | Q2        | Grid |
| ------------------- | -- | ---------------------- | ------------------------------- | -------- | --------- | ---- |
| 1                   | 8  | Nicolas Prost          | Renault e.Dams                  | 1:23.247 | 1:27.192  | 1    |
| 2                   | 21 | Bruno Senna            | Mahindra Racing Formula E Team  | 1:24.279 | 1:27.758  | 2    |
| 3                   | 88 | Oliver Turvey          | NEXTEV TCR Formula E Team       | 1:23.969 | 1:28.284  | 3    |
| 4                   | 27 | Robin Frijns           | Andretti Formula E Race Team    | 1:24.363 | 1:29.500  | 4    |
| 5                   | 25 | Jean-Éric Vergne       | DS Virgin Racing Formula E Team | 1:26.799 | geen tijd | 5    |
| 6                   | 66 | Daniel Abt             | ABT Schaeffler Audi Sport       | 1:29.814 |           | 6    |
| 7                   | 2  | Sam Bird               | DS Virgin Racing Formula E Team | 1:30.453 |           | 7    |
| 110% tijd: 1:31.572 |    |                        |                                 |          |           |      |
| 8                   | 23 | Nick Heidfeld          | Mahindra Racing Formula E Team  | 1:32.367 |           | 8    |
| 9                   | 6  | Loïc Duval             | Dragon Racing                   | 1:35.315 |           | 9    |
| 10                  | 11 | Lucas di Grassi        | ABT Schaeffler Audi Sport       | 1:35.711 |           | 10   |
| 11                  | 7  | Jérôme d'Ambrosio      | Dragon Racing                   | 1:35.727 |           | 11   |
| 12                  | 9  | Sébastien Buemi        | Renault e.Dams                  | 1:36.771 |           | 12   |
| 13                  | 12 | Mike Conway            | Venturi Formula E Team          | 1:37.562 |           | 13   |
| 14                  | 55 | António Félix da Costa | Team Aguri                      | 1:38.501 |           | 14   |
| DSQ                 | 4  | Stéphane Sarrazin      | Venturi Formula E Team          | 1:33.660 |           | 15   |
| DSQ                 | 77 | Ma Qing Hua            | Team Aguri                      | 1:36.748 |           | 16   |
| DSQ                 | 1  | Nelson Piquet jr.      | NEXTEV TCR Formula E Team       | 1:38.922 |           | 18   |
| DSQ                 | 28 | Simona De Silvestro    | Andretti Formula E Race Team    | 1:50.455 |           | 17   |

### Race
| Pos | No | Coureur                | Team                            | Rondes | Tijd/Oorzaak uitval | Grid | Punten |
| --- | -- | ---------------------- | ------------------------------- | ------ | ------------------- | ---- | ------ |
| 1   | 8  | Nicolas Prost          | Renault e.Dams                  | 33     | 53:56.653           | 1    | 28     |
| 2   | 21 | Bruno Senna            | Mahindra Racing Formula E Team  | 33     | +5.244              | 2    | 18     |
| 3   | 25 | Jean-Éric Vergne       | DS Virgin Racing Formula E Team | 33     | +8.195              | 5    | 15     |
| 4   | 11 | Lucas di Grassi        | ABT Schaeffler Audi Sport       | 33     | +8.914              | 10   | 12     |
| 5   | 9  | Sébastien Buemi        | Renault e.Dams                  | 33     | +10.052             | 12   | 10     |
| 6   | 55 | António Félix da Costa | Team Aguri                      | 33     | +10.908             | 14   | 8      |
| 7   | 2  | Sam Bird               | DS Virgin Racing Formula E Team | 33     | +10.986             | 7    | 6      |
| 8   | 7  | Jérôme d'Ambrosio      | Dragon Racing                   | 33     | +12.106             | 11   | 4      |
| 9   | 12 | Mike Conway            | Venturi Formula E Team          | 33     | +12.456             | 13   | 2      |
| 10  | 4  | Stéphane Sarrazin      | Venturi Formula E Team          | 33     | +15.918             | 15   | 1      |
| 11  | 77 | Ma Qing Hua            | Team Aguri                      | 33     | +38.400             | 16   |        |
| 12  | 1  | Nelson Piquet jr.      | NEXTEV TCR Formula E Team       | 33     | +52.028             | 7    | 2      |
| 13  | 23 | Nick Heidfeld          | Mahindra Racing Formula E Team  | 33     | +1:01.264           | 8    |        |
| 14  | 28 | Simona De Silvestro    | Andretti Formula E Race Team    | 33     | +1:03.079           | 17   |        |
| 15  | 88 | Oliver Turvey          | NEXTEV TCR Formula E Team       | 30     | Ongeluk             | 3    |        |
| DNF | 6  | Loïc Duval             | Dragon Racing                   | 23     | Uitgevallen         | 9    |        |
| DNF | 27 | Robin Frijns           | Andretti Formula E Race Team    | 19     | Botsing             | 4    |        |
| DNF | 66 | Daniel Abt             | ABT Schaeffler Audi Sport       | 19     | Botsing             | 6    |        |

## Race 2

### Kwalificatie
| Pos                 | No | Coureur                | Team                            | Q1       | Q2       | Grid |
| ------------------- | -- | ---------------------- | ------------------------------- | -------- | -------- | ---- |
| 1                   | 9  | Sébastien Buemi        | Renault e.Dams                  | 1:22.106 | 1:22.033 | 1    |
| 2                   | 8  | Nicolas Prost          | Renault e.Dams                  | 1:22.878 | 1:22.945 | 2    |
| 3                   | 11 | Lucas di Grassi        | ABT Schaeffler Audi Sport       | 1:23.245 | 1:22.975 | 3    |
| 4                   | 88 | Oliver Turvey          | NEXTEV TCR Formula E Team       | 1:23.183 | 1:23.685 | 4    |
| 5                   | 23 | Nick Heidfeld          | Mahindra Racing Formula E Team  | 1:23.343 | 1:24.827 | 5    |
| 6                   | 66 | Daniel Abt             | ABT Schaeffler Audi Sport       | 1:23.494 |          | 6    |
| 7                   | 25 | Jean-Éric Vergne       | DS Virgin Racing Formula E Team | 1:23.783 |          | 7    |
| 8                   | 2  | Sam Bird               | DS Virgin Racing Formula E Team | 1:23.930 |          | 8    |
| 9                   | 1  | Nelson Piquet jr.      | NEXTEV TCR Formula E Team       | 1:23.937 |          | 9    |
| 10                  | 6  | Loïc Duval             | Dragon Racing                   | 1:23.938 |          | 18   |
| 11                  | 7  | Jérôme d'Ambrosio      | Dragon Racing                   | 1:23.952 |          | 10   |
| 12                  | 12 | Mike Conway            | Venturi Formula E Team          | 1:24.054 |          | 11   |
| 13                  | 21 | Bruno Senna            | Mahindra Racing Formula E Team  | 1:24.171 |          | 12   |
| 14                  | 55 | António Félix da Costa | Team Aguri                      | 1:24.273 |          | 13   |
| 15                  | 4  | Stéphane Sarrazin      | Venturi Formula E Team          | 1:24.311 |          | 14   |
| 16                  | 27 | Robin Frijns           | Andretti Formula E Race Team    | 1:24.655 |          | 15   |
| 17                  | 28 | Simona De Silvestro    | Andretti Formula E Race Team    | 1:24.823 |          | 16   |
| 18                  | 77 | Ma Qing Hua            | Team Aguri                      | 1:26.259 |          | 17   |
| 110% tijd: 1:30.317 |    |                        |                                 |          |          |      |

### Race
| Pos | No | Coureur                | Team                            | Rondes | Tijd/Oorzaak uitval | Grid | Punten |
| --- | -- | ---------------------- | ------------------------------- | ------ | ------------------- | ---- | ------ |
| 1   | 8  | Nicolas Prost          | Renault e.Dams                  | 33     | 56:32.648           | 2    | 25     |
| 2   | 66 | Daniel Abt             | ABT Schaeffler Audi Sport       | 33     | +7.633              | 6    | 18     |
| 3   | 7  | Jérôme d'Ambrosio      | Dragon Racing                   | 33     | +22.524             | 10   | 15     |
| 4   | 6  | Loïc Duval             | Dragon Racing                   | 33     | +23.290             | 18   | 12     |
| 5   | 4  | Stéphane Sarrazin      | Venturi Formula E Team          | 33     | +24.984             | 14   | 10     |
| 6   | 21 | Bruno Senna            | Mahindra Racing Formula E Team  | 33     | +27.174             | 12   | 8      |
| 7   | 23 | Nick Heidfeld          | Mahindra Racing Formula E Team  | 33     | +1:07.544           | 5    | 6      |
| 8   | 25 | Jean-Éric Vergne       | DS Virgin Racing Formula E Team | 33     | +1:08.002           | 7    | 4      |
| 9   | 1  | Nelson Piquet jr.      | NEXTEV TCR Formula E Team       | 33     | +1:14.270           | 9    | 2      |
| 10  | 88 | Oliver Turvey          | NEXTEV TCR Formula E Team       | 33     | +1:22.216           | 4    | 1      |
| 11  | 55 | António Félix da Costa | Team Aguri                      | 33     | +1:58.324           | 13   |        |
| 12  | 77 | Ma Qing Hua            | Team Aguri                      | 32     | +1 ronde            | 17   |        |
| 13  | 12 | Mike Conway            | Venturi Formula E Team          | 32     | +1 ronde            | 11   |        |
| DNF | 11 | Lucas di Grassi        | ABT Schaeffler Audi Sport       | 18     | Uitgevallen         | 3    |        |
| DNF | 9  | Sébastien Buemi        | Renault e.Dams                  | 16     | Uitgevallen         | 1    | 5      |
| DNF | 27 | Robin Frijns           | Andretti Formula E Race Team    | 11     | Ongeluk             | 15   |        |
| DNF | 28 | Simona De Silvestro    | Andretti Formula E Race Team    | 9      | Uitgevallen         | 16   |        |
| DNF | 2  | Sam Bird               | DS Virgin Racing Formula E Team | 6      | Uitgevallen         | 8    |        |

## Eindstanden na de race

### Coureurs
| Positie | Rijder            | Team                            | Punten |
| ------- | ----------------- | ------------------------------- | ------ |
| 1       | Sébastien Buemi   | Renault e.Dams                  | 155    |
| 2       | Lucas di Grassi   | ABT Schaeffler Audi Sport       | 153    |
| 3       | Nicolas Prost     | Renault e.Dams                  | 115    |
| 4       | Sam Bird          | DS Virgin Racing Formula E Team | 88     |
| 5       | Jérôme d'Ambrosio | Dragon Racing                   | 83     |

### Constructeurs
| Positie | Team                            | Punten |
| ------- | ------------------------------- | ------ |
| 1       | Renault e.Dams                  | 270    |
| 2       | ABT Schaeffler Audi Sport       | 221    |
| 3       | DS Virgin Racing Formula E Team | 144    |
| 4       | Dragon Racing                   | 143    |
| 5       | Mahindra Racing Formula E Team  | 105    |